# Malewo (Białoruś)
Malewo (biał. Малева, Malewa; ros. Малево, Malewo) – wieś na Białorusi, w obwodzie mińskim, w rejonie nieświeskim, w sielsowiecie Nieśwież.
Malewo położone jest nad Uszą, przy Rezerwacie Malewskim.

## Historia
W dwudziestoleciu międzywojennym wieś, folwark (majątek ziemski) i osada leżące w Polsce, w województwie nowogródzkim, w powiecie nieświeskim, w gminie Łań. Demografia w 1921 przedstawiała się następująco:
|                | Liczba mieszkańców | Budynki | Narodowość  | Narodowość        | Wyznanie    | Wyznanie   | Wyznanie |
| Polacy         | Liczba mieszkańców | Budynki | Białorusini | rzymskokatolickie | prawosławne | mojżeszowe |          |
| -------------- | ------------------ | ------- | ----------- | ----------------- | ----------- | ---------- | -------- |
| wieś Malewo    | 576                | 106     | 65          | 511               | 6           | 565        | 5        |
| folwark Malewo | 106                | 5       | 13          | 93                | 48          | 58         | –        |
| osada Malewo   | 4                  | 1       | –           | 4                 | 3           | 1          | –        |

Po II wojnie światowej w granicach Związku Sowieckiego. Od 1991 w niepodległej Białorusi.

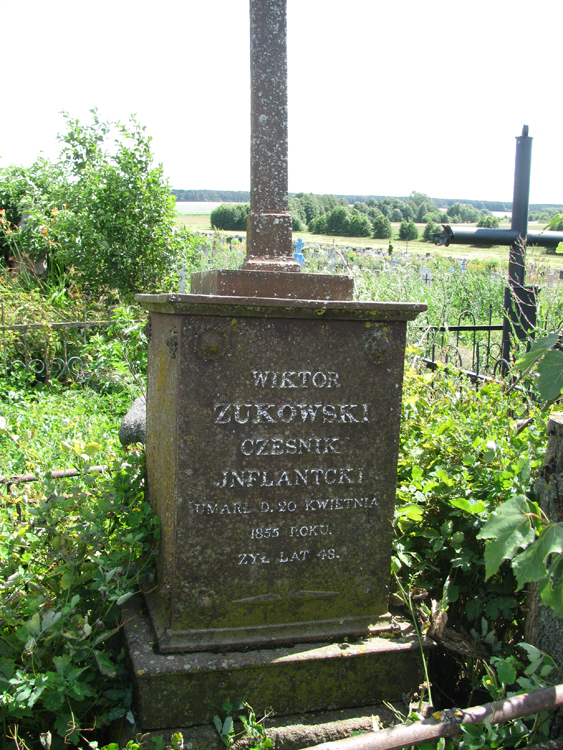
cmentarz w Malewie
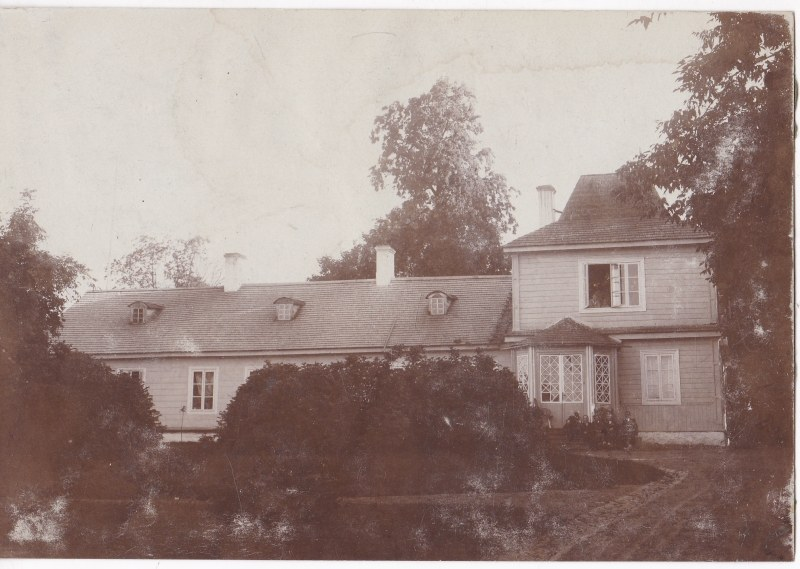
majątek Malewo (lata międzywojenne)
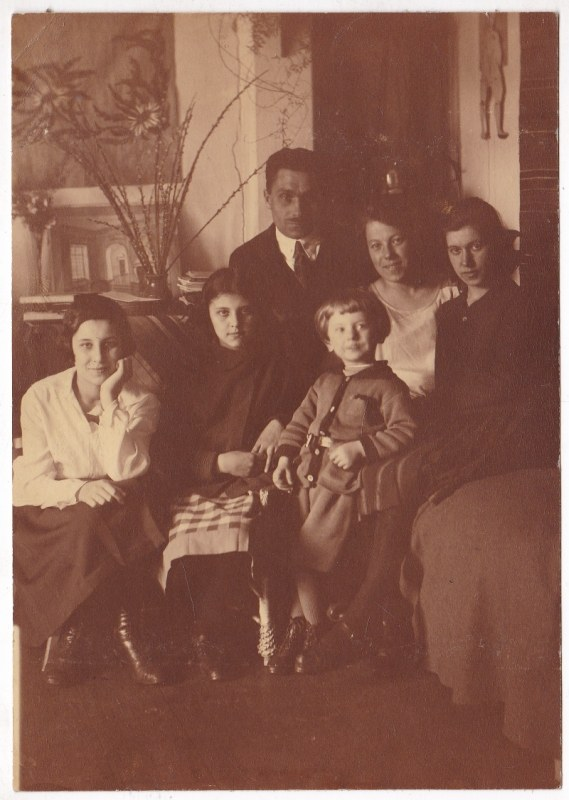
majątek Malewo (lata międzywojenne)

## Ludzie związani z miejscowością
- Witold Gliński – polski kontradmirał i doktor nauk wojskowych; urodzony w Malewie